# Abraham Girardet

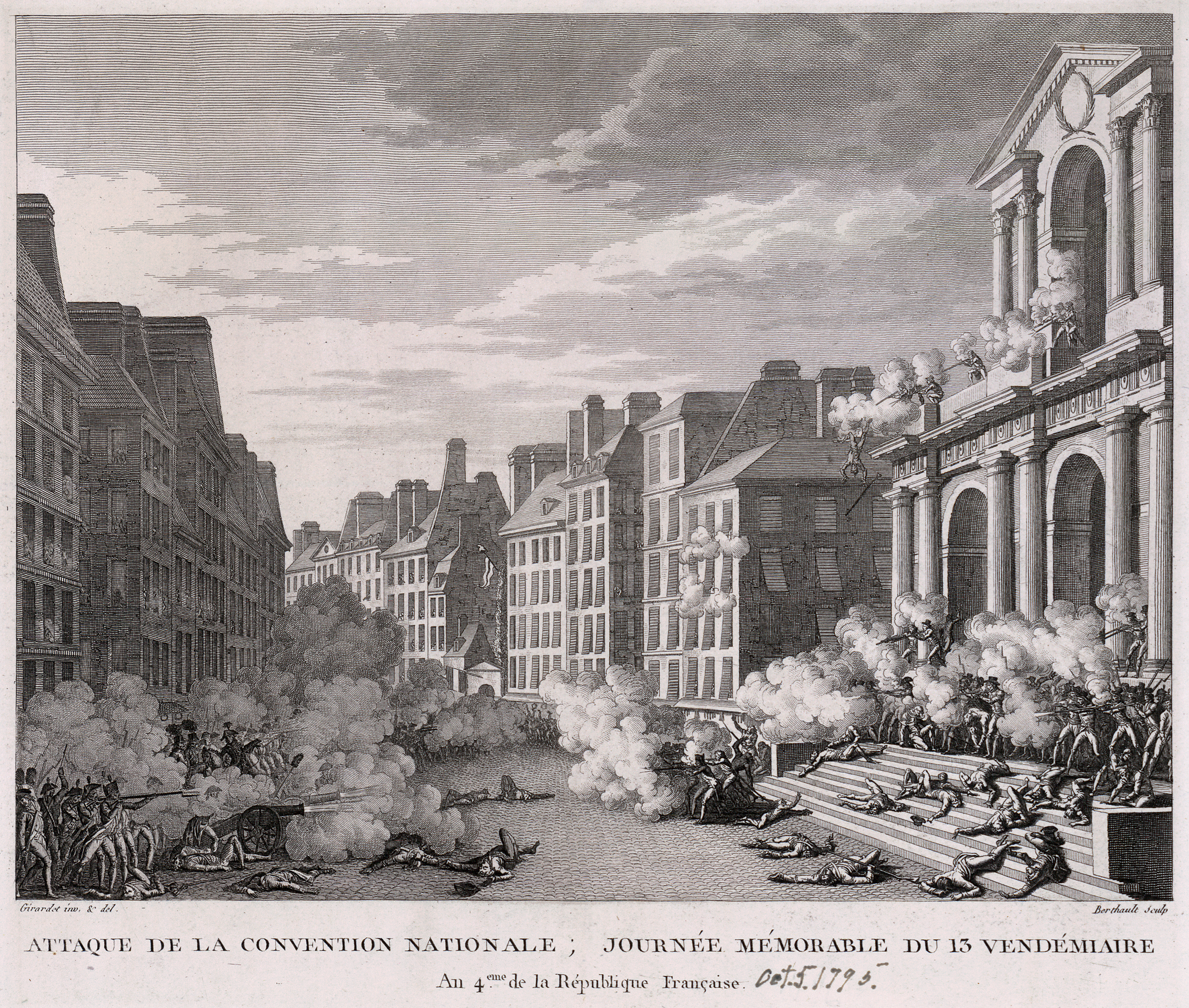
Attaque de la Convention nationale

Abraham Girardet, född 30 november 1764 i Le Locle, Schweiz, död 2 januari 1823 i Paris, var en schweizisk kopparstickare som huvudsakligen verkade i Frankrike. Fadern var bokhandlare och förläggare. Abraham var bror till Charles Samuel Girardet och farbror till Charles Girardet och Paul Girardet.  Han var gift med fransyskan Marie-Françoise Camille Joly.
Abraham flyttade till Paris år 1783. Där studerade han teckning och grafik hos schweizaren Bénédict-Alphonse Nicolet och utförde senare livfulla skildringar av tilldragelser under franska revolutionen, bland annat i Tableaux de la révolution française (1795-1817). Girardets berömdaste arbete är dock kopparsticket Kristi förklaring från 1806, efter ett verk av Rafael.
De sista åren var Girardet teckningslärare vid Manufacture des Gobelins i Paris.